# One Step Closer
„One Step Closer“ je píseň americké rockové skupiny Linkin Park, která vyšla jako debutový singl a druhá skladba jejich debutového alba Hybrid Theory.
Singl dostal remixovanou verzi na albu Reanimation nazvanou „1Stp Klosr“, na které se podílel frontman skupiny Korn Jonathan Davis.
Skupina tento singl promovala v roce 2001 v pořadu Late Night with Conan O'Brien.
Dne 27. října 2017 během koncertu Linkin Park and Friends: Celebrate Life in Honor of Chester Bennington zpěvák Jonathan Davis píseň znovu odehrál se zbývajícími členy Linkin Park, Ryanem Shuckem a Amirem Derakhem a skupinou Dead by Sunrise.

## Seznam skladeb
| Pořadí | Název             | Délka |
| ------ | ----------------- | ----- |
| 1.     | "One Step Closer" | 2:39  |
| 2.     | "My December"     | 4:21  |
| 3.     | "High Voltage"    | 3:45  |

## Obsazení

### Linkin Park
- Chester Bennington – zpěv
- Mike Shinoda – klávesy, doprovodné vokály, programování, samply, výtvarné zpracování a produkce.
- Brad Delson – kytary
- Joe Hahn – gramofony, samply, syntezátory, výtvarné zpracování
- Rob Bourdon – bicí

### Další hudebníci
- Scott Koziol – basová kytara

### Produkce
- Don Gilmore – výrobce, inženýrství
- Steve Sisco – inženýrství
- John Ewing Jr. – inženýrství
- Matt Griffin – inženýrství
- Andy Wallace – mixování
- Brian Gardner – mastering zvuku, digitální úpravy
- Jeff Blue – výkonný producent